# Enoplognatha mariae
Enoplognatha mariae là một loài nhện trong họ Theridiidae.
Loài này thuộc chi Enoplognatha. Enoplognatha mariae được miêu tả năm 1999 bởi Robert Bosmans & Van Keer.